# Limiting Dilution Cloning
Das Limiting Dilution Cloning (zu deutsch Grenzverdünnungsklonen) ist eine Methode zur Vereinzelung eines Klons. Mit dem Klon kann eine monoklonale Zellkultur begonnen werden.

## Prinzip
Das Limiting Dilution Cloning basiert auf der Verdünnung einer Suspension von Zellen in mehreren Verdünnungsstufen bis hin zur Grenzverdünnung, bei der statistisch nur eine oder gar keine Zellen in einer Verdünnungsstufe vorhanden sind. Durch die isolierte Kultivierung dieser einzelnen Zelle sind alle daraus entstehenden Tochterzellen genetisch identische Klone. Bei tierischen Zellen ist oftmals die gleichzeitige Verwendung von Fütterzellen notwendig. Gewebszellen besitzen als adhärente Zellen Zell-Zell-Kontakte, die vor einer Vereinzelung z. B. mit Trypsin gelöst werden.
Klonen anhand der Grenzverdünnung erfolgt zur Vereinzelung von Zellen, z. B. bei Hybridomata, bei transgenen Organismen nach einer Klonierung, bei induzierten pluripotenten Stammzellen, bei Parasiten, bei T-Zellen, oder bei Makrophagen.
Alternativen zur Isolierung anhand der Grenzverdünnung sind z. B. FACS, MACS oder eine manuelle Vereinzelung mit Mikrokapillaren unter einem Inversmikroskop.